# Comédie mêlée d'ariettes
Une comédie mêlée d'ariettes est une forme d'opéra-comique français qui s’est développé au milieu du XVIIIe siècle après la « querelle des Bouffons », dispute relative aux mérites respectifs des styles français et italien, entre le drame sérieux et la comédie dans l'opéra.

## Historique
Cette forme est généralement associée au librettiste Louis Anseaume. Au début, il s’agissait d’œuvres parodiant l’opera  buffa italien en changeant les mots, mais pas la musique. Le Caprice amoureux, ou Ninette à la cour (1755) du librettiste Charles-Simon Favart, qui parodiait Bertoldo, Bertoldino e Cacasenno de Carlo Goldoni (1748) en constitue l’un des premiers exemples. Ce genre de parodies était également communément appelé « opéra bouffon ».
Le terme de « comédie mêlée d’ariettes » a rapidement servi à désigner des œuvres, dont la musique était nouvellement composée, à la différence des comédies en vaudevilles, aux airs de chansons populaires aux paroles modifiées. Au XVIIIe siècle, le terme d’« opéra comique » était conventionnellement appliqué à ce dernier. Le premier opéra comique français avec musique originale est le Peintre amoureux de son modèle d’Egidio Duni (1757), bien qu’il n’ait pas été référencé comme tel, car Jean Monnet, le directeur de l’Opéra-Comique, craignant que l’œuvre d’un compositeur étranger inconnu n’obtienne le succès escompté, a présenté cette œuvre comme la parodie d’un intermède italien, Il pittore innamorato.
Les comédies mêlées d'ariettes les plus connues sont La Rencontre imprévue de Christoph Willibald Gluck, Zémire et Azor d'André Grétry, Le Déserteur de Pierre-Alexandre Monsigny et Tom Jones de François-André Danican Philidor. 

## Sources
- The Oxford Dictionary of Opera, by John Warrack and Ewan West (1992), 782 p.,   (ISBN 0-19-869164-5)

- (en) Cet article est partiellement ou en totalité issu de l’article de Wikipédia en anglais intitulé « Comédie mêlée d'ariettes » (voir la liste des auteurs).